# Andrew Brunette
Andrew Brunette (Greater Sudbury, 24 agosto 1973) è un allenatore di hockey su ghiaccio ed ex hockeista su ghiaccio canadese.

## Carriera

### Giocatore
Brunette debuttò nella Ontario Hockey League vestendo la maglia degli Owen Sound Platers per tre stagioni dal 1990 al 1993, totalizzando 295 punti in 195 partite giocate, conquistando nell'ultima stagione il titolo di capocannoniere della lega, l'Eddie Powers Memorial Trophy, grazie a 162 punti in 66 incontri. Fu scelto nel 1993 dai Washington Capitals al settimo giro, in 174ª posizione assoluta.
Dopo essere stato selezionato al Draft NHL nella stagione 1993-1994 disputò alcuni incontri con gli Hampton Roads Admirals in ECHL, prima di trasferirsi in American Hockey League presso i Providence Bruins e i Portland Pirates. Brunette rimase con i Pirates, formazione affiliata ai Capitals, fino al 1998, tuttavia il suo esordio in National Hockey League con i Capitals fu già durante la stagione 1995-1996, disputando 11 partite con tre reti e tre assist. Nelle stagioni seguenti aggiunse altre 51 presenze con la squadra di Washington prima di essere selezionato nell'NHL Expansion Draft 1998 dalla nuova franchigia dei Nashville Predators. Da allora in poi non giocò più in AHL.
Dopo aver disputato la stagione 1998-99 con i Predators, l'anno successivo cambiò ancora franchigia accasandosi agli Atlanta Thrashers, per i quali giocò nelle due stagioni successive. Dalla stagione 2001-2002 Brunette si trasferì presso i Minnesota Wild. Nel corso dei playoff 2003 il 22 aprile nell'overtime di Gara-7 segnò la rete decisiva contro i Colorado Avalanche per approdare alle semifinali della Western Conference. Essa fu l'ultima rete subita in carriera da parte del membro dell'Hall of Fame Patrick Roy. Brunette rimase con i Wild fino al 2004, con un totale di 177 punti in 263 partite giocate. Dopo la stagione del lockout firmò da free agent un contratto con i Colorado Avalanche.
Nella stagione 2006-07 Brunette raggiunse i migliori risultati in carriera per punti ottenuti, concludendo per la prima volta la stagione regolare con oltre un punto di media a gara, affiancato in linea dal centro e capitano Joe Sakic. Andrew Brunette mise a segno il punto numero 500 in NHL il 26 ottobre 2007 contro i Calgary Flames. Brunette disputò tre stagioni con gli Avalanche senza saltare alcun incontro di stagione regolare.
Il 1º luglio 2008 Brunette firmò un contratto triennale ritornando a vestire la maglia dei Minnesota Wild. Brunette raggiunse una tale costanza dal punto di vista fisico da essere schierato per 509 partite consecutive senza infortuni, tuttavia il 21 febbraio 2009 dovette interrompere la striscia a causa di un problema rimediato nel match contro i Detroit Red Wings. A Brunette fu diagnosticato un infortunio al legamento crociato anteriore del ginocchio destro, tuttavia preferì essere operato solo al termine della stagione 2008-09.
Brunette firmò un contratto annuale con i Chicago Blackhawks per disputare la stagione 2011-12. Brunette concluse la stagione con 24 punti ottenuti, ritornando l'estate successiva come unrestricted free agent.

### Allenatore
Il 13 febbraio 2013 si ritirò dall'attività agonistica entrando a far parte dello staff dirigenziale dei Minnesota Wild. Nel luglio del 2014 fu ufficializzata la sua nomina ad assistente allenatore dei Minnesota Wild.

## Palmarès

### Club
- Calder Cup: 1

Portland: 1993-1994

### Individuale
- AHL Second All-Star Team: 1

1994-1995
- OHL Most Points Eddie Powers Trophy: 1

1992-1993
- CHL Second All-Star Team: 1

1992-1993